# Camaroglobulus
Camaroglobulus is een monotypisch geslacht van schimmels in de familie Mytilinidiaceae. Het bevat alleen Camaroglobulus resinae.